# Микулин (Полонский район)
Микулин (укр. Микулин) — село в Полонском районе Хмельницкой области Украины.
Население по переписи 2001 года составляло 879 человек. Почтовый индекс — 30525. Телефонный код — 3843. Занимает площадь 1,89 км². Код КОАТУУ — 6823684501.

## Местный совет
30525, Хмельницкая обл., Полонский р-н, с. Микулин, ул. Мира, 4